# Coração Materno
Coração materno é um filme brasileiro de 1951 dirigido e escrito por Gilda de Abreu e protagonizado por ela e seu marido Vicente Celestino e o cunhado (irmão de Vicente), Amadeu Celestino.

## Sinopse
Quando bebê, Carlos foi abandonado na igreja, aos pés de Nossa Senhora, criado pelo padre e consagrado a ela. Ainda criança, apaixona-se pela filha do Comendador, o grande fazendeiro do lugar, que já está prometida ao filho de um conde arruinado. Os jovens namorados têm personalidades difíceis: Carlos é impulsivo e briguento, Violeta coquette, para usar um termo da época, e volúvel. Quando as coisas começam a se encaminhar bem para o jovem par, Carlos cai numa armadilha e é acusado por um assassinato que não cometeu.

## Elenco
| Ator/Atriz        | Personagem     |
| ----------------- | -------------- |
| Gilda de Abreu    | Violeta        |
| Vicente Celestino | Carlos         |
| Elizeth Cardoso   | Juju           |
| Paulo Celestino   | Conde de Fé    |
| Edmundo Maia      | Reverendo      |
| Colé Santana      | Mordomo        |
| Fregolente        |                |
| Madame Lou        | Mãe de Violeta |
| Apolo Correia     |                |
| Hortênsia Santos  |                |
| Zizinha Macedo    |                |